# 100% Cotton
| Recensione | Giudizio |
| ---------- | -------- |
| AllMusic   | [ 1 ]    |

100% Cotton è un album discografico a nome The James Cotton Band, pubblicato dall'etichetta discografica Buddah Records nel dicembre del 1974.

## Tracce

### LP
Lato A
1. Boogie Thing (Arrangiamento di Mat Murphy) – 3:10 (Mat Murphy)
2. One More Mile (Arrangiamento di Mat Murphy) – 2:30 (James Cotton)
3. All Walks of Life (Arrangiamento di James Cotton) – 2:20 (James Cotton)
4. Creeper Creeps Again (Arrangiamento di James Cotton) – 6:56 (James Cotton)
5. Rockett 88 – 2:31 (Jacki Brenston)

Lato B
1. How Long Can a Fool Go Wrong? (Arrangiamento di James Cotton) – 4:00 (James Cotton)
2. I Don't Know – 3:25 (Willie Mabon)
3. Burner (Arrangiamento di Mat Murphy) – 3:45 (Mat Murphy)
4. Fatuation (Arrangiamento di James Cotton) – 3:20 (James Cotton)
5. Fever – 5:00 (Eddie Cooley, John Davenport)

## Formazione
Gruppo
- James Cotton - voce solista, armonica
- Mat Murphy - chitarra
- Little Bo - sassofono
- Charles Calmese - basso
- Kenny Johnson - batteria

Altri musicisti
- Lenny The Sensuous King Baker - sassofono baritono (brano: One More Mile)
- Phil Jekanowski - pianoforte (brano: Boogie Thing)

Note aggiuntive
- Al Dotoli e The James Cotton Band - produttore
- Registrazioni effettuate al All Sound Studio, Inc di Quincy, Massachusetts (Stati Uniti) ed al Connecticut Recording, Connecticut (Stati Uniti)
- Ringraziamento speciale a: Mike Spartacus Martineau, John Doug McGee e Billy Rose (Connecticut Recording)
Joe Dotoli, Lynne Renzulli, Bob Smith, John Howard e Bill Godwin e tutti del All Sound Studio, Inc. di Quincy, Massachusetts
- Peter Sweet - fotografia copertina album
- Steven Morley - fotografie retrocopertina album originale
- Milton Sincoff - direzione creative packaging[3]